# Keçiborlu (district)
Keçiborlu is een Turks district in de provincie Isparta en telt 16.131 inwoners (2007). Het district heeft een oppervlakte van 535,8 km². Hoofdplaats is Keçiborlu.
De bevolkingsontwikkeling van het district is weergegeven in onderstaande tabel.
| 1997   | 2000   | 2007   |
| ------ | ------ | ------ |
| 21.607 | 23.120 | 16.131 |